# Héctor Guerrero
Héctor Manuel Guerrero Lleras (Mexico-Stad, 1 oktober 1954) is een Mexicaans-Amerikaans professioneel worstelaar, die actief is in de Total Nonstop Action Wrestling als Spaans co-commentator en road agent. Guerrero was ook onder de ringnaam Gobbledy Gooker actief in de World Wrestling Federation.
Guerrero is de zoon van Gory Guerrero, de oom van Enrique Llanes, is de broer van Chavo Guerrero sr., Mando en Eddie en is de neef van Chavo Guerrero jr..

## In het worstelen
- Finishers
  - Three Amigos
  - Guerrero Clutch
  - Double underhook suplex
- Signature moves
  - Dropkick
  - Pendulum backbreaker
- Managers
  - Jim Holliday
  - Oliver Humperdink
- Bijnaam
  - "The Mexican Bandito"

## Prestaties
- American Wrestling Association
  - AWA World Tag Team Championship (1 keer met Dr. D)
- Championship Wrestling from Florida
  - NWA Florida Heavyweight Championship (1 keer)
  - NWA Florida Junior Heavyweight Championship (1 keer)
  - NWA United States Tag Team Championship (1 keer met Chavo Guerrero sr.)
- Continental Wrestling Association
  - AWA Southern Tag Team Championship (1 keer met Steve Regal)
- Jim Crockett Promotions
  - NWA World Junior Heavyweight Championship (1 keer)
- NWA Hollywood Wrestling
  - NWA Americas Heavyweight Championship (2 keer)
  - NWA Americas Tag Team Championship (6 keer; 1x met Chavo Guerrero sr., 1x met Black Gordman , 1x met Barry Orton en 3x met Mando Guerrero)
- NWA Tri-State
  - NWA Tri-State Tag Team Championship (1 keer met Ron Sexton)
- Pro Wrestling Federation
  - PWF Tag Team Championship (1 keer met Eddie Guerrero)
- Wrestling Observer Newsletter awards
  - Worst Gimmick (1990)